# (316201) Malala
(316201) Malala est un astéroïde de la ceinture principale.

## Description
(316201) Malala est un astéroïde de la ceinture principale. Il fut découvert le 23 juin 2010 aux États-Unis par le programme WISE (plus exactement NEOWISE). Il présente une orbite caractérisée par un demi-grand axe de 3,10 UA, une excentricité de 0,21 et une inclinaison de 15,7° par rapport à l'écliptique.
L'astronome américaine Amy Mainzer, chercheuse principale du programme NEOWISE, a décidé de nommer l'astéroïde d'après Malala Yousafzai, prix Nobel de la paix 2014, ce qui a été approuvé par l'Union astronomique internationale,.

## Compléments